# Karin Ohme
Karin Ohme (geborene Hedtstück; * 14. November 1942 in Kassel) ist eine deutsche Künstlerin.

## Leben
Karin Ohme studierte in Kassel an der Hochschule für Bildende Künste für Höheres Lehramt. Sie war Schülerin von Fritz Winter (Malerei), Wilfried Elfers (Papier, Buchbinden) und Walter Popp (Keramik).
Außerdem studierte Karin Ohme Kunstwissenschaft an der Staatlichen Akademie der Bildenden Künste Karlsruhe. An der Staatlichen Majolika Manufaktur Karlsruhe machte sie ein Praktikum bei Eva Lindner.
Nach dem Studium arbeitete sie als Kunsterzieherin an Gymnasien in Baden-Württemberg und als Lehrbeauftragte für plastisches Gestalten an der Pädagogischen Hochschule in Heidelberg.
Karin Ohme lebt und arbeitet als freischaffende Künstlerin in Heidelberg.

## Arbeit
Papier und Aquarellfarben sind die Grundmaterialien ihrer Werke. Durch Aufbauen der Papier- und Farbschichten und teilweises Einbetten von Fragmenten aus Natur und Alltagswelt entstehen reliefartige Bildoberflächen. Bei plastischen Arbeiten verwendet sie neben den Grundmaterialien Ton, Oxiden und Glasuren Fundstücke, die dadurch in anderem Zusammenhang stehen und neuen oder erweiterten Gehalt bekommen.

## Ausstellungen

### Einzelausstellungen
- 1974	Städtische Turmgalerie Wolkenbrückentor, Coesfeld Die Dinge verändern sich
- 1983	Galerie Kreth D‘Orey, Heidelberg
- 1987	Kunstverein U Svegliu Calvese, Calvi, Korsika/Frankreich
- 1987	Rathauspavillon der Stadt Pforzheim Sehen mit vier Augen
- 1988 	Deutsches Kulturinstitut, Ankara/Türkei
- 1988	Staatliche Galerie, Bursa/Türkei
- 1989	Rathaus der Stadt Hockenheim
- 1990	Rezim ve Heykel Müzesi (Museum für moderne Malerei und Skulptur), Ankara/Türkei
- 1994	Collegiata di San Sebastiano, Marciana, Elba/Italien
- 2001	Bahnhof-Galerie, Bern/Schweiz
- 2005	Kulturtreff Mannheim Der Mediterran

### Gruppenausstellungen
- 1977	Rastal-Haus, Höhr-Grenzhausen „Deutsche Keramik Westerwaldpreis“
- 1981	Heidelberger Künstler, Galerie Europa, Heidelberg
- 1988	Städtische Galerie im Prinz-Max-Palais, Karlsruhe Zurück zur Natur, aber wie? Kunst der letzten zwanzig Jahre[2]
- 1992	Städtische Galerie im Prinz-Max-Palais, Karlsruhe Absichten-Ansichten-Aussichten, Erwerbungen aus den Jahren 1981–1991
- 1999	Galerie Gulliver, Arte Conternporanea, Marciana/Italien
- 1999	Wanderausstellung Kultur on Tour, Weinheim, Sinsheim, Schwetzingen, Mannheim, Wiesloch
- 2002	Kulturstiftung Rhein-Neckar-Kreis e. V., Kommandantenhaus, Dilsberg
- 2008	Curriculum vitae, Kunstverein Hockenheim, Wasserturm der Stadt Hockenheim
- 2010	LIDUCIA Treuhand GmbH, Heidelberg
- 2013	Zeitgenössische Kunst im sakralen Raum, Christuskirche, Heidelberg
- 2014	ART Fair Kurfürsten Carré, Mensch-Architektur, Zeitgenössische Kunst im Rohbau, Heidelberg
- 2014	Galerie auf Zeit, Bensheim